# 東尼·庫許納
東尼·庫許納（Tony Kushner）是一名美國猶太裔劇作家及編劇，代表作有《天使在美国》，更憑此獲普利策戏剧奖及托尼奖最佳话剧。
庫許納亦曾因為電影《慕尼黑》及《林肯》當編劇，而入圍奧斯卡最佳改編劇本獎。於2013年，庫許納獲當時的美國總統奧巴馬頒發國家藝術獎。

## 作品

### 舞台劇
- 《天使在美国》

### 影視
- 《天使在美國》
- 《慕尼黑》（與艾瑞克·羅斯合寫）
- 《林肯》

## 私人生活
庫許納於2003年與記者Mark Harris舉行承諾典禮，兩人於2008年在麻省正式結婚。

## 外部連結
- 互聯網百老匯資料庫（IBDB）上東尼·庫許納的資料（英文）
- 東尼·庫許納在互联网电影资料库（IMDb）上的資料（英文）
- 互联网外百老汇数据库（IOBDB）上東尼·庫許納的資料（英文）
- 《查理·罗斯访谈录》上的東尼·庫許納
- C-SPAN內的頁面（英文）
- WorldCat 聯合目錄中東尼·庫許納的著作或與之相關的著作
- 東尼·庫許納在《紐約時報》上的節選新聞及評論
- 來自《卫报》有關東尼·庫許納的新闻和评论
- Wrestling with Angels: Playwright Tony Kushner （页面存档备份，存于） documentary film website, and associated website （页面存档备份，存于） at PBS POV
- Biography （页面存档备份，存于） at the Steven Barclay Agency
- Tony Kushner: Homophobia's Reach （页面存档备份，存于）, originally published by The Washington Post
- Tony Kushner on Ruslan Sharipov and Human Rights in Uzbekistan （页面存档备份，存于）, Press Release, PEN American Center (2004)

采访
- Writing the Playwright, interview by Frederic Tuten, Guernicamag.com, June 2005
- Of angels and agnostics （页面存档备份，存于）, Steve Dow, SteveDow.com.au, undated
- . Moyers & Company. December 21, 2012. （原始内容存档于2013-02-25）.